# Alice Moderno
Alice Augusta Pereira de Melo Maulaz Moniz Moderno (París, 11 de agosto de 1867 - Ponta Delgada, 20 de febrero de 1946), conocida como Alice Moderno, fue una escritora, feminista y activista por el bienestar animal portuguesa. Activa defensora de los derechos de la mujer, también fundó la primera asociación dedicada al bienestar animal en las Azores. Las primeras biografías sobre su figura ignoraban que era abiertamente lesbiana.

## Trayectoria
Nació en París el 11 de agosto de 1867. Era hija de Celina Pereira de Melo Maulaz , una mujer políglota y pianista formada en el Conservatorio de París, y de João Rodrigues Pereira Moderno, médico formado en la Universidad de París. Sus padres nacieron en Río de Janeiro de madre brasileña, pero su abuelo paterno era de Madeira y su abuelo materno era francés. En 1867, la pareja se trasladó brevemente a la Isla Terceira, pero regresó a París al cabo de un año. Cuando tenía siete años, su padre se mudó de la casa familiar debido a una aventura con un empleado de una casa de moda. Cuando su abuelo murió un año después, el padre regresó y trasladó a Moderno y a su madre de regreso a las Azores, donde vivieron en Angra do Heroísmo. Mientras vivieron allí, sus hermanos Luís (nacido en 1877), Vitor (nacido en 1881) y Maria do Carmo (nacida en 1882) se unieron a la familia.
En 1883, la familia se mudó a Ponta Delgada en la isla de San Miguel. Extrañando a sus amigos y familiares en Francia, Moderna pasaba horas en su habitación escribiendo poesía, una actividad que su padre despreciaba. Su primera obra publicada, Morreu! (¡Murió!), escrito en memoria de la vizcondesa de Praia da Vitória, fue publicada en el periódico Açoriano Oriental ese mismo año. Dos años más tarde, en 1885, produjo A ti (Para ti) en el Almanaque Luso-Brasileiro de Lembranças (Almanaque de recuerdos portugués-brasileño), un importante vehículo literario para escritores brasileños y portugueses hasta 1932, en el que Moderno publicó frecuentemente hasta 1889. Fue la primera mujer en matricularse en la escuela secundaria en las Azores y asistió al Liceo Antero de Quental adjunto al Convento de Gracia (en portugués: Convento da Graça). En 1886 completó el libro Aspirações (Aspiraciones), una colección de versos franceses y portugueses, que obtuvo elogios de Camilo Castelo Branco. Sufriendo de migrañas, su padre le recomendó compresas frías, pero ella provocó un escándalo al cortarse el pelo. Todavía estaba en la escuela secundaria, cuando su padre trasladó su práctica a Achada en el Municipio Nordeste en 1887. Al año siguiente, publicó Trilos y se fue de la casa de su padre, decidida a ganarse la vida enseñando francés y portugués.
En noviembre de 1888, Moderno fundó la revista Recreio das Salas, que publicaba obras de figuras literarias portuguesas. Continuó publicando sus propias obras en el Almanaque, como los poemas Dois sóis (Dos soles) y Adeus! (¡Adiós!). En 1889 comenzó a trabajar como periodista en el Diário de Anúncios, y en sus páginas publicó por entregas su primera novela, Dr. Luís Sandoval. En 1892, dirigía el Diário y editaba la novela que se publicaría como libro. Ese mismo año inició un noviazgo por correspondencia con el intelectual Joaquim de Araújo, pero le dejó muy claro que no era partidaria de los valores victorianos de la domesticidad femenina. Explicó que daba clases a 20 alumnos y cuando no enseñaba se dedicaba a escribir y no tenía ningún interés en la costura ni en las actividades domésticas, pues había contratado a alguien para que hiciera esas tareas. La relación avanzó a través de cartas románticas, pero cuando de Araújo llegó en 1893 a Ponta Delgada y la pareja se conoció por primera vez, se dieron cuenta de que la relación nunca progresaría. Moderno publicó Os mártires do amor (Los mártires del amor) en 1894, dedicándoselo a de Araújo y luego rompió su relación.
Por esta época, en 1893, su padre se mudó a Estados Unidos, dejando deudas. La producción literaria de Moderno decayó al tener que trabajar para saldar sus obligaciones y se mudó a casa de una amiga, María Emília Borges de Medeiros. En 1901 publicó Açores, pessoas e coisas (Azores, personas y cosas) y al año siguiente fundó la revista A Folha (La Hoja), que publicó entre otros artículos de la empresa Tipografia A. Moderno. En 1904, volvió al Almanaque, publicando el soneto Camões en memoria del poeta Luís de Camões. Moderno y Borges abrieron su casa en 1906 a María Evelina de Sousa, también profesora y escritora. Sousa y Moderno vivieron abiertamente como lesbianas, aunque después de su muerte, los biógrafos se centraron en la relación heterosexual a larga distancia de Moderno con De Araújo.
Además de escribir, Moderno dirigió una variedad de negocios. En 1907 compró una librería y vendió volúmenes internacionales. Dos años más tarde, compró una finca de piña en Fajã de Baixo, donde cultivaba productos para exportarlos a Estados Unidos. También se desempeñó como agente de seguros para varias empresas comerciales nacionales e internacionales. En 1908, Moderno y Sousa crearon la primera organización de bienestar animal en las Azores, estableciendo la Sociedad Micaelense para la Protección de los Animales (en portugués: Sociedade Micaelense Protetora dos Animais). Favoreció el establecimiento de la República portuguesa y apoyó el golpe de Estado que reemplazó a la monarquía. En las discusiones constitucionales que siguieron, contribuyó con numerosos artículos a favor del divorcio para proteger a las mujeres, abogó por la educación de las mujeres y presionó por sus derechos. Se unió a la Liga Republicana de Mujeres Portuguesas y participó en numerosas actividades de la asociación. En agosto de 1912, durante una visita a Lisboa, de Sousa y Moderno fueron homenajeadas por la Liga Republicana como unas de las principales impulsoras de los derechos y la educación de las mujeres en las Azores.
Moderno editó la Revista Pedagógica fundada por Sousa y ésta formó parte de la redacción de Folha. A lo largo de la década de 1940, a menudo se veía a la pareja paseando a su perro por Ponta Delgada, con Moderno vestida con ropa de hombre, usando un bastón y fumando un cigarro.

## Muerte y legado
Alice Moderno falleció el 20 de febrero de 1946, ocho días después de la muerte de su pareja de cuarenta años. Fue enterrada en el cementerio de São Joaquim en Ponta Delgada en una cripta con Sousa. Después de sus muertes, los biógrafos intentaron ocultar sus vidas lésbicas. En 2015, la Biblioteca Pública y Archivo Regional de Ponta Delgada organizó una exposición en honor a Moderno que duró seis meses.

## Obra
- «Morreu!» (en portuguese). Ponta Delgada, Portugal: Açoriano oriental. 1883.[3]
- «A ti» (en portuguese). Ponta Delgada, Portugal: Almanaque Luso-Brasileiro de Lembranças. 1885.[3]
- Aspirações, primeiros versos, 1883-1886 (en portuguese). Ponta Delgada, Portugal: Typ. Popular. 1886. OCLC 236234637.
- Trillos, 1886-1888 (en portuguese). Ponta Delgada, Portugal: Typ. Popular. 1888. OCLC 775709005.
- O Dr. Luiz Sandoval: romance (en portuguese). Ponta Delgada, Portugal: Typo-Lyth. Minerva. 1892. OCLC 864437023.
- Os martyres do Amor (en portuguese). Lisbon, Portugal: Typ. da Companhia Nacional Editora. 1894. OCLC 11180637.
- Açores: seu passado e presente (en portuguese). Hayward, California: J. De Menezes. 1897. OCLC 21687340.
- No adro (en portuguese). Ponta Delgada, Portugal: Typ. Minerva. 1899. OCLC 959156449.
- Açores: pessoas e coisas (en portuguese). Ponta Delgada, Portugal: Typ. Popular. 1901. OCLC 68811888.
- Mater Dolorosa: Monologo (en portuguese). Ponta Delgada, Portugal: Typ. A. Moderno. 1909. OCLC 432649527.
- A apotheose (en portuguese). Ponta Delgada, Portugal: Typ. A. Moderno. 1910. OCLC 67291956.
- Versos da mocidade, 1888-1911 (en portuguese). Ponta Delgada, Portugal: Typ. A. Moderno. 1911. OCLC 959091772.
- Na vespera da incurso: peça em um acto (en portuguese). Ponta Delgada, Portugal: Typ. A. Moderno. 1913. OCLC 3900430.
- A voz do dever: Peça en 1 acto, em verso (en portuguese). Ponta Delgada, Portugal: Typ. A. Moderno. 1915. OCLC 432649525.
- Trêvos (en portuguese). Angra do Heroísmo, Portugal: Livraria Editora Andrade. 1930. OCLC 959062257.